# Phjonggang
Phjonggang (hangul: 평강군, Phjonggang-kun, handzsa: 平康郡, RR: P'yŏnggang-kun, ’nyugodt és békés’) megye Észak-Koreában, Kangvon (Kangwŏn) tartományban.
1018-ban alapították Phjonggang-hjon (평강현; 平江縣, Pyŏnggang-hyŏn) néven, eredeti neve nyugodt folyót jelentett. Jelentése idővel megváltozott. Megyei rangra 1895-ben emelték.

## Földrajza
Keletről Kimhva (Kimhwa), északkeletről Höjang (Hoeyang), északról Szepho (Sep'o), északnyugatról Icshon (Ich'ŏn), délnyugatról Cshorvon (Chŏrwon) megyék határolják. Délről Dél-Korea Kangvon (Gangwon) tartományának Cshorvon (Cheolwon) megyéje határolja.
Legmagasabb pontja a 1108 méter magas Pakcsaszan (박자산, Pakchasan).

## Közigazgatása
1 községből (up (ŭp)) és 30 faluból (ri (ri)) áll:
|  | - Phjonggang-up (평강읍; 平康邑, P'yŏnggang-ŭp) - Kagok-ri (가곡리; 佳谷里, Kagok-ri) - Koncshon-ri (건천리; 乾川里, Kŏnch'ŏn-ri) - Kundong-ri (근동리; 近東里, Kŭndong-ri) - Kumgok-ri (금곡리; 金谷里, Kŭmgok-ri) - Namjang-ri (남양리; 南陽里, Namyang-ri) - Necshon-ri (내천리; 內泉里, Naech'ŏn-ri) - Rangvol-ri (랑월리; 浪越里, Rangwŏl-ri) - Rangha-ri (랑하리; 浪下里, Rangha-ri) - Riszudok-ri (리수덕리; 李壽德里, Risudŏk-ri) - Munbong-ri (문봉리; 文峯里, Munbong-ri) - Munszan-ri (문산리; 文山里, Munsan-ri) - Pokkje-ri (복계리; 福溪里, Pokkye-ri) - Pongne-ri (봉래리; 蓬萊里, Pongrae-ri) - Szanggap-ri (상갑리; 上甲里, Sanggap-ri) - Szangszonggvan-ri (상송관리; 上松館里, Sangsŏnggwan-ri) | - Szangvon-ri (상원리; 上元里, Sangwŏn-ri) - Szongszan-ri (성산리; 城山里, Sŏngsan-ri) - Szuthe-ri (수태리; 水泰里, Sut'ae-ri) - Sindzsong-ri (신정리; 新井里, Sinjŏng-ri) - Aptong-ri (압동리; 鴨洞里, Aptong-ri) - Oktong-ri (옥동리; 玉洞里, Oktong-ri) - Csavon-ri (자원리; 資源里, Chawŏn-ri) - Csonszung-ri (전승리; 戰勝里, Chŏnsŭng-ri) - Csongszan-ri (정산리; 定山里, Chŏngsan-ri) - Cshonam-ri (천암리; 天巖里, Ch'ŏnam-ri) - Thapgo-ri (탑거리; 塔距里, T'apgŏ-ri) - Haszong-ri (하송리; 下松里, Hasong-ri) - Hadzsu-ri (하주리; 下注里, Haju-ri) - Hebang-ri (해방리; 解放里, Haebang-ri) - Hvaam-ri (화암리; 化巖里, Hwaam-ri) |

## Gazdaság
Phjonggang (P'yŏnggang) gazdasága földművelésre és könnyűiparra épül. A megye teljes területének 23%-a földművelésre alkalmas, ezek közül 23%-ot rizsföldként, 11%-ot gyümölcsösként, 10%-ot szedresként hasznosítanak. Főbb termények: kukorica, ázsiai rizs, búza, árpa, szójabab, tarka cirok.
Mezőgazdaságának főbb területei: zöldségtermesztés (jégcsapretek, kínai kel, kelkáposzta), állattartás (marha, sertés, szárnyasok, kecske, juh, nyúl) és gyümölcstermesztés (körte, alma, szőlő).
Ipara textil-, cement-, és papírgyártással foglalkozik.

## Oktatás
Területén 31 középiskola, 30 általános iskola található, illetve itt található a Phjonggang (P'yŏnggang)i Mezőgazdasági Főiskola is.

## Egészségügy
Mintegy 30 egészségügyi intézménnyel, köztük saját kórházzal is rendelkezik.

## Közlekedés
A megyén halad át a Kangvon (Kangwŏn) vonal és a Cshongnjon Icshon (Ch'ŏngnyŏn Ich'ŏn) vonal, ezen felül közutakon, illetve autóbuszjáratokkal is megközelíthető. Kangvon (Kangwŏn) tartomány székhelyétől, Vonszan (Wŏnsan) városától 105 km-re található.